# 蒂卡姆西 (密歇根州)
蒂卡姆西（英語：Tecumseh）是一個位於美國密歇根州萊納維縣的城市。

## 人口
根據2020年美國人口普查的數據，蒂卡姆西的面積為15.26平方千米，當中陸地面積為14.63平方千米，而水域面積為0.63平方千米。當地共有人口8680人，而人口密度為每平方千米569人。